# ويلسون روفين أبوت
ويلسون روفين أبوت (بالإنجليزية: Wilson Ruffin Abbott)‏ هو شخصية أعمال أمريكي، ولد في 1801 في ريتشموند في الولايات المتحدة، وتوفي في 1876 في تورونتو في كندا.